# Novit
Novit to suplement diety produkowany przez firmę Tivon. Preparat zawiera między innymi związki żelaza, magnezu, manganu, miedzi, cynku, potasu przyswajalne dla człowieka. Novit jest reklamowany przez producenta jako suplement diety wspomagający leczenie nowotworów, jednak działanie antynowotworowe preparatu nie zostało potwierdzone.

## Kontrowersje
W Gazecie Wyborczej 28 listopada 2005 roku opublikowano artykuł, w którym dziennikarze oskarżyli Tivon oraz związanych z tą firmą lekarzy, o wprowadzanie w błąd śmiertelnie chorych na raka pacjentów.
Firma reklamuje ten suplement jako "lek" opracowany przez "profesora Jana Nowackiego" i zwalczający raka. Według informacji reklamowych, emitowanych w telewizji Trwam i Radiu Maryja, preparat miał być rzekomo zażywany przez Jana Pawła II. 
Według informacji zebranych przez autorów tekstu Jan Nowacki nie był profesorem, ale inżynierem na Politechnice Lwowskiej, arcybiskup Stanisław Dziwisz, który był prywatnym sekretarzem Papieża zaprzeczył jakoby papież miał kiedykolwiek zażywać ten lek. Zażywanie Novitu może być niebezpieczne dla chorych podczas kuracji antynowotworowej, a jego skuteczność nie została właściwie przetestowana klinicznie.
Po publikacji artykułu prokuratura wszczęła dochodzenie w sprawie o oszustwo i narażenie ludzi na utratę zdrowia lub życia. W styczniu 2006 sprzedaż Novitu została czasowo wstrzymana, zabezpieczono też dokumentację medyczną pacjentów. Ostatecznie wszystkie śledztwa umorzono, a sprzedaż została wznowiona.